# ジョセフ・アームストロング
ジョセフ・アームストロング（英語: Joseph Armstrong、1816年9月21日イギリスカンバーランドビューカッスル - 1877年6月5日イギリスダービーシャーマトロック・バース）は、イギリスの機関車技術者で、グレート・ウェスタン鉄道の2代目の機関車総監督である。彼の弟のジョージと、息子の1人もグレート・ウェスタン鉄道に入って、優秀な技術者となった。

## 経歴

### 初期から1847年まで
カナダでしばらく過ごした後、ジョセフの父親トーマスがノーザンバーランド侯爵の管財人となったことから、1824年に一家はニューバーンに居を定めた。ジョセフはニューカッスル・アポン・タインのブルース学校に入ったが、そこではロバート・スチーブンソンも生徒として学んでいた。1823年にロバート・スチーブンソンは、彼の父親ジョージ・スチーブンソンとともに機関車工場を町に立ち上げた。これに加えてニューバーンはワイラム軌道の一方の端に位置しており、有名なパッフィング・ビリー号やワイラム・ディリー号などの姿が若いジョセフの技術者としての熱意をかきたてたに違いない。ニューバーンには定置式蒸気機関で運転される炭鉱鉄道もあり、その中にジョセフが最初の職を得たウォルボトル炭鉱もあった。
スチーブンソン一家との知己に加えて、アームストロング一家にとって重要な関係となったのが、1825年に真新しいストックトン・アンド・ダーリントン鉄道の初代機関車総監督となった、メソジストの慈善家でもあるティモシー・ハックワースであった。ハックワースを通じて、10代のジョセフはストックトン・アンド・ダーリントン鉄道で機関車の運転経験を得たと思われ、また後にグレート・ウェスタン鉄道のスウィンドン工場において大きな責任ある立場となった際に有名となる彼の人道的で宗教的・社会的なものの見方にハックワースが強く影響したと示唆されている。
その一方で、当時の発展し始めたばかりの蒸気機関車に関する実践的な経験を学び続け、1836年に20歳でスチーブンソンが建設したリバプール・アンド・マンチェスター鉄道の機関士として、エドワード・ウッズに雇われた。その4年後、ハル・アンド・セルビー鉄道の同様の職に移り、そこで主任に昇格し、またジョン・グレイの先見の明のある機関車設計に触れた。グレイを追って1845年にブライトン工場へ移り、アームストロングはそこでまた他の創始期の機関車技術者であるデービッド・ジョイを知ることになった。

### ソルトニーとウルヴァーハンプトン 1847年 - 1864年
1847年にアームストロングは、シュルースベリー・アンド・チェスター鉄道において、エドワード・ジェフリーズを支える機関車副監督に任命された。その修理工場はソルトニーにあった。ジェフリーズが1853年4月に離職すると、アームストロングは機関車総監督に任命された。また1853年にシュルースベリー・アンド・チェスター鉄道は、シュルースベリー・アンド・バーミンガム鉄道と機関車を共通利用することになり、アームストロングは両社の機関車全体に対して責任を負うようになり、ウルヴァーハンプトン・ハイ・レベル駅に近い、元シュルースベリー・アンド・バーミンガム鉄道の修理工場に移動した。そこで彼は弟のジョージを助手と作業監督に任命した。
1854年9月1日に、両社はグレート・ウェスタン鉄道に合併した。その機関車工場はスウィンドンにあった。合併した小さな2社は新たに設置されたグレート・ウェスタン鉄道北部局となった。アームストロングは引き続き職にとどまり（ただし、彼はパディントン駅にいるダニエル・グーチに報告するようになった）、かつてのシュルースベリー・アンド・バーミンガム鉄道の工場を置き換える大きな工場がウルヴァーハンプトンに設置された。
旧シュルースベリー・アンド・チェスター鉄道および旧シュルースベリー・アンド・バーミンガム鉄道の機関車は、グレート・ウェスタン鉄道にとって最初に所有した標準軌の機関車であった。これらの機関車はすべて、機関車製造メーカーが納入したものであったが、グレート・ウェスタン鉄道の取締役会は今後の標準軌機関車はウルヴァーハンプトンで製作したいと望んでいた。ウルヴァーハンプトンはまだ機関車新造の設備を備えていなかったため、1855年にスウィンドンでグーチ設計による標準軌機関車の製作が始まり、一部は外部の機関車メーカーによっても製作された。1859年にはウルヴァーハンプトンでも機関車の製作が始まり、これはアームストロングの設計によるものとなった。これにはある程度の自由度が与えられた。

### スウィンドン 1864年 - 1877年
1864年にグーチは機関車総監督の地位を辞任し、アームストロングが彼の代わりを務めるように昇任した。グーチの機関車に関する業務に加えて、アームストロングは客貨車についても責任を負うことになり、これを反映して職名が機関車・客貨車総監督となった。グーチと同様に、彼の職務は北部局も含んだものとなったが、北部局については弟のジョージに権限を委譲していた。
スウィンドンに着任すると、アームストロングは熱意をもって彼の厄介な業務に取り組み始めたが、その熱意は結果的に彼の頑健な身体をもってしても健康を害するほどのものとなった。ヴィクトリア朝期の特徴的な家長らしく、彼は勤勉で厳格で、不正や堕落に対して不寛容で、一生懸命働く者に対しては寛容で博愛を示した。鉄道における業務に加えて、スウィンドンにおける毎日の暮らしにも深くかかわった。彼はメソジストにおける在家の説教師であり、一方でまたスウィンドンには各宗派の教会を確保しようとした。彼はグーチが創立した機械工学校の校長であり、アームストロング在任中にその学校は大幅に拡大された。また1864年から死ぬまで、スウィンドン新町委員会の議長を務めた。また医療基金委員会、病人基金委員会、町の水道施設、コテージ病院とその共済組合などにも関わった。
1860年代から1870年代は、グレート・ウェスタン鉄道の拡大の時期であった。1846年に軌間委員会が広軌での路線拡大に否定的な結論を出して以降、ほとんどの新線は標準軌のみで敷設された。アームストロングの職務には、膨大な広軌機関車群の保守があり、その大半は更新か代替の必要があった。さらに1868年からは急速に拡大する標準軌や三線軌条の路線向けに運用する大量の標準軌の機関車を設計する必要もあった。広い目で見れば、彼は会社の全車両と、グレート・ウェスタン鉄道網全体に渡って働く13,000人の従業員の仕事と生活状態に対して責任を負っていた。
1877年頃から心臓病の兆候が見え始めていた。彼は仕事を止めたがらなかったが、結果的にスコットランドに療養に出かけることに同意した。しかしこれはあまりに遅く、北への旅行の途中マトロック・バースにおいて心臓発作で亡くなった。6月7日に行われた彼の葬儀はスウィンドンの歴史でももっとも記録に残るもので、工場からは2,000人の従業員が参列し、さらにウルヴァーハンプトン工場からも100人が、そしてさらに多くの人々がグレート・ウェスタン鉄道全体から集まった。外部からの参列者もおり、たとえばブライトンからウィリアム・ストラウドリーも参列している。すべて合わせると6,000人にも及ぶ人々がセント・マークス教会を埋め尽くした。教会の東側には今でも、アームストロングと彼の2人の息子を記念するオベリスクを見ることができる。

## 子供
ジョセフはサラ・バードンと1848年に結婚した。2人の間には9人の子供ができ、そのうち4人はスウィンドン委於いて修行した。
- トーマス・アームストロング（Thomas Armstrong、1849年 - 1908年） - 父親の死去とともにグレート・ウェスタン鉄道を去り、後に技術企業のセールスマンとなった[24]。
- ジョン・アームストロング（John Armstrong、1851年 - 1931年） - ジョセフの死去とともに、彼はウィリアム・ディーンの下で地区機関車副監督となった。1882年から彼はパディントン局の地区機関車総監督となり、そこでの彼の職務の1つにはロイヤルトレインの運行監督があった。彼は1916年に引退した[25]。彼の息子のラルフ（1880年生まれ）はグレート・ウェスタン鉄道で50年余り働き、国有化の2年前の1946年に引退した[26]。
- ジョセフ・アームストロング（Joseph Armstrong、「若いジョセフ」、1856年 - 1888年） - 彼はあまり壮健ではなく、健康のために南アフリカへ、後には地中海へ旅をした。若いころのジョージ・チャーチウォードとともに、彼は自動ブレーキシステムを開発し、これはグレート・ウェスタン鉄道とイギリス国鉄西部局において国有化以降まで使われた。ジョセフは兄のジョンの後を継いでディーンの補佐を務め、1885年にウルヴァーハンプトンに移動して叔父のジョージの下で同様の職に就いた。悲劇的なことに、一族の天才とされたジョセフは、1888年の正月に自殺した。これは明らかに、500ポンドの負債を生命保険で返済することを狙ったものであった。数年後、チャーチウォードはもしジョセフが生きていたら、ディーンの後を継いで総監督に就任するのは、自分ではなくジョセフであっただろう、とコメントしている[27][28]。
- アーヴィン・アームストロング（Irving Armstrong、1862年 - 1935年） - スウィンドン工場での研修を受けた後、アーヴィンはメソジスト教会において牧師となった[29]。

1873年にグレート・ウェスタン鉄道はアームストロング一家のために大きな家族住宅、ニューバーン・ハウスをスウィンドン工場と駅の南東側に建てた。ディーンとチャーチウォードも後にそこに住んだが、子供のなかったコレットは他に住むことを選び、ニューバーン・ハウスは1937年に解体された。こんにちはその跡地にニューバーン・クレセントがある。

## 機関車
アームストロングが設計した機関車は、グーチが設計したエポックメイキングな機関車や、20世紀になるころの優雅さを備えたディーンの最良の設計に比べると、こんにちあまり知られてはいない。ほとんどのアームストロングの機関車は第二次世界大戦前に、多くはそれよりはるか以前に運用を終え、1両も保存されなかった。ある作家は、実際のところこの点についてあまり多くのことは言えないが、単純にこうした機関車はあまりにオーソドックスでよく設計されていたのだと示唆している。同時に、「アームストロングはグレート・ウェスタン鉄道に、当時のイギリスにおける他のすべての鉄道より、そしておそらく世界すべての鉄道よりも、あらゆる交通に対して適切な機関車を残したのだということが適当である」としている。
ジョセフが製作した機関車はすべて6輪であった。
- 2-2-2 単一動輪の急行旅客用で、当初はジェニー・リンド型のもので[32]、後にもっとも有名なクイーン型/サー・アレキサンダー型（英語版）（クイーンはグレート・ウェスタン鉄道のお召列車牽引機であった）となった。またこれよりいくらか小さいサー・ダニエル型（英語版）も製造した[33]。
- 2-4-0 緩行旅客列車用テンダ機関車。何種類かの形式があり、スウィンドンかウルヴァーハンプトンの工場に来るたびにしばしば改造を受けており、その詳細な歴史を追跡するのが困難となっている。
- 0-6-0 貨物用テンダ機関車。有名なアームストロング標準貨物型、あるいは388型（英語版）で、300両近くが製造され、そのうち20両は広軌に変更できた。さらに20両ほどが南ウェールズの石炭輸送用により小さな車輪を付けて造られた。外側台枠バージョンで長く使われた「ディーン貨物用」こと2361型（英語版）は、本質的には388型の発展形である。
- 2-4-0 近郊旅客輸送用タンク機関車。主に「メトロタンク」あるいは455型（英語版）として1868年から製造され、鉄道網全体で使用されたが、ロンドンの近郊列車を牽引していたことでもっとも知られ、およそ半世紀にわたってこの運用を続けた。製造はウィリアム・ディーンの時代になってからも続き、一部はメトロポリタン鉄道での使用のために復水式蒸気機関車となった。ギブソンは1930年代頃に、メイデンヘッドとパディントンの間でこの非常に強力な機関車が生き生きと、定時走行する姿を経験している[34]。O.S.ノックは同じ時代を指して、このメトロ機関車は現代的な電車の走り方に先駆けていると示唆した。「この古いアームストロングの2-4-0機関車で、正確な近郊列車の性能を体験した。どの機関車が運用しているかを気にせず、走行は時計のように正確であった」と述べている[35]。
- 0-6-0 軽仕業/入換用サイドタンク/サドルタンク機関車。ほとんどの機関車はチャーチウォードの時代にパニアタンクに改造され、ベルペア火室を装備した。